# Enchodelus analatus
Enchodelus analatus är en rundmaskart. Enchodelus analatus ingår i släktet Enchodelus och familjen Dorylaimidae. Inga underarter finns listade i Catalogue of Life.